# Gisela Matthiae
Gisela Matthiae (* 22. August 1959 in Geislingen an der Steige) ist eine deutsche evangelische Theologin, Theaterpädagogin und Clownin.

## Leben
Gisela Matthiae studierte von 1978 bis 1986 evangelische Theologie an den Universitäten Tübingen, Rom (Waldenser-Fakultät) und Hamburg. Nach der Diplomierung legte Matthiae die Erste Theologische Dienstprüfung ab. Von 1986 bis 1990 war Matthiae als Vikarin und Pfarrerin der Evangelischen Landeskirche von Württemberg tätig. Es folgte von 1990 bis 1991 ein Aufbaustudium an der Pacific School of Religion in Berkeley. Im Juli 1998 wurde Gisela Matthiae mit der Dissertation Clownin Gott. Eine feministische Dekonstruktion des Göttlichen bei Wolfgang Grünberg an der Universität Hamburg promoviert. Zur Entwicklung der empirischen Untersuchung gingen Impulse von Frigga Haug aus.
Seit 1994 lehrt Matthiae als Lehrbeauftragte an Bildungseinrichtungen wie Universität Hamburg, Kirchliche Hochschule Wuppertal, Universität Freiburg, Technische Universität Darmstadt und Evangelische Fachhochschule Reutlingen. Ihre Themen sind Gottesbilder – Menschenbilder, Gottesnamen, Körper-Spiel-Performanz, Gottesdienste in einer (post)-feministischen Perspektive, Spiritualität, Kollektive Erinnerungsarbeit und Religiöse Sozialisation.
Von August 1998 bis Juli 2007 war Matthiae als Studienleiterin und Geschäftsführerin am Frauenstudien und -bildungszentrum der Evangelischen Kirche in Gelnhausen tätig. In ihrer Bildungsarbeit betonte sie den interreligiösen und interkulturellen Dialog. Zugleich lehrte sie feministische Theologie in Form einer Langzeitfortbildung sowie eines Fernstudiums. Von 2013 bis 2014 war Gisela Matthiae als Frauenpfarrerin der Evangelischen Kirche in Hessen und Nassau eine der beiden Leiterinnen des Evangelischen Frauenbegegnungszentrums in Frankfurt am Main.
Seit August 2007 arbeitet Gisela Matthiae als freischaffende Theologin und Clownin (Kirchenclownin). Dazu zählen Auftritte auf den Evangelischen Kirchentagen seit 1999, zuletzt in Bremen 2009, Dresden 2011 und Hamburg 2013. Zugleich führt sie seit 2007 Langzeitfortbildungen zu den Themen Clownerie in Kirche und Gemeinde und Clown/Clownin im Altenheim durch. Bisher hat sie mehr als einhundert Clowns und Clowninnen ausgebildet.

## Veröffentlichungen

### Monographien
- Clownin Gott. Eine feministische Dekonstruktion des Göttlichen. Dissertation Universität Hamburg 1998. 2. Auflage. Kohlhammer, Stuttgart 2001, ISBN 3-17-017252-2.
- Wo der Glaube ist, das ist auch Lachen. Mit Clownerie zur Glaubensfreude. Kreuz, Freiburg im Breisgau 2013, ISBN 978-3-451-61176-6.

### Herausgeberschaft
- Frauen Leben Religion. Ein Handbuch empirischer Forschungsmethoden. Gemeinsam mit Edith Franke und Regina Sommer. Kohlhammer, Stuttgart/Berlin/Köln 2001, ISBN 3-17-016969-6.
- Der Sprung in der Schüssel. Künstlerinnen und Theologinnen im Gespräch. Gemeinsam mit Kirsten Beuth und Benita Joswig. Centaurus, Herbolzheim 2002, ISBN 3-8255-0380-1.
- Feministische Theologie. Initiativen, Kirchen, Universitäten – eine Erfolgsgeschichte. Gemeinsam mit Renate Jost, Claudia Janssen, Antje Röckemann, Annette Mehlhorn. Gütersloher Verlagshaus, Gütersloh 2008, ISBN 978-3-579-08032-1.